# SNCAO CAO-30
Lo SNCAO CAO-30 era un idrovolante da addestramento monomotore a scafo centrale realizzato dal consorzio francese Société nationale des constructions aéronautiques de l'ouest (SNCAO) negli anni trenta.
Caratterizzato dalla configurazione ad ala alta a parasole motore spingente venne prodotto solo in due esemplari a causa dell'interruzione del programma dovuto all'occupazione tedesca durante la seconda guerra mondiale.

## Versioni
LN-130
prototipo biposto.
CAO-30
prototipo, LN-130 modificato con un'ala dalla maggiore apertura
CAO-300
secondo prototipo e esemplare di preproduzione, anche indicato come CAO-300.02, come da allora convenzioni per la designazione dei velivoli francesi.

## Utilizzatori
Francia
- Aéronautique navale

 Francia di Vichy
- Armée de l'air de l'armistice